# IC 4243
IC 4243 је елиптична галаксија у сазвјежђу Хидра која се налази на листи објеката дубоког неба у Индекс каталогу.
Деклинација објекта је - 27° 37' 36" а ректасцензија 13h 25m 51,2s. Привидна величина (магнитуда) објекта IC 4243 износи 14,2 а фотографска магнитуда 15,2. IC 4243 је још познат и под ознакама ESO 509-1, DRCG 28-13, PGC 46984.